# IC 5092
IC 5092 ist eine Balken-Spiralgalaxie vom Hubble-Typ SBc im Sternbild Pfau am Südsternhimmel. Sie ist schätzungsweise 141 Millionen Lichtjahre von der Milchstraße entfernt und hat einen Durchmesser von etwa 125.000 Lichtjahren. Gemeinsam mit NGC 7020, IC 5096, IC 5084, PGC 66319 und PGC 66376 bildet sie die IC 5096-Gruppe oder LGG 443.
Im selben Himmelsareal befindet sich u. a. die Galaxie IC 5096.
Das Objekt wurde am 19. September 1903 vom US-amerikanischen Astronomen Royal Harwood Frost entdeckt.